# Hydraenida guerreroi
Hydraenida guerreroi är en skalbaggsart som beskrevs av Ignacio Ribera 2000. Hydraenida guerreroi ingår i släktet Hydraenida och familjen vattenbrynsbaggar. Inga underarter finns listade i Catalogue of Life.